# Нгауи
Нгауи (фр. Mont Ngaoui) — гора на границе Центральноафриканской республики и Камеруна.
Высота над уровнем моря — 1410 м, это высшая точка Центральноафриканской республики. Геологически относится к плоскогорью Адамава и сложена древними кристаллическими и метаморфическими породами (главным образом гнейсами).
Административно Нгауи расположена в камерунском регионе Адамава и префектуре Уам-Пенде Центральноафриканской Республики.
Район горы населён народами, говорящими на языках разных групп бенуэ-конголезских и адамава-убангийских языков, а также группами фульбе, занимающиеся в основном кочевым и полукочевым животноводством.